# Indischer Glaswels
Der Indische Glaswels (Kryptopterus vitreolus) ist ein südostasiatischer Vertreter der Echten Welse (Siluridae). Die Art wird seit 1934 für aquaristische Zwecke eingeführt und wurde als Kryptopterus bicirrhis oder Kryptopterus minor identifiziert. Erst Anfang 2013 erkannten der Schweizer Ichthyologe Maurice Kottelat und sein singapurischer Kollege Ng Heok Hee, dass es sich um eine bisher unbeschriebene Art handelte und beschrieben den Fisch in der Zeitschrift Zootaxa unter dem Namen Kryptopterus vitreolus. Das Art-Epitheton vitreolus leitet sich aus dem lateinischen „vitreus“ ab, was Glas oder gläsern bedeutet. 

## Verbreitung
Kryptopterus vitreolus kommt in Flüssen und Bächen in einem relativ kleinen Gebiet im südöstlichen Thailand und auf dem thailändischen Teil der Malaiischen Halbinsel vor, die in den Golf von Thailand münden. Die Typuslokalität liegt im Landkreis Amphoe Khao Saming in der Provinz Trat.

## Merkmale
Kryptopterus vitreolus wird 5,5 bis 6,5 cm lang und unterscheidet sich von seinen Verwandten vor allem durch seinen fast völlig transparenten Körper. Der Körper ist schlank und seitlich stark abgeflacht. Auf Höhe des Anus beträgt die Körperhöhe 16 bis 20 % der Standardlänge. Der Schwanzstiel hat eine Höhe von 4 bis 7 % der Standardlänge. Das Profil der Körperoberseite zeigt eine ausgeprägte Wölbung des Nackens. Die Schnauze hat eine Länge von 29 bis 35 % der Kopflänge, der Augendurchmesser beträgt 28 bis 34 % der Kopflänge. Die Maxillarebarteln reichen bis über den Beginn der Afterflosse. Auf dem ersten Kiemenbogen findet man 14 bis 18 Kiemenreusestrahlen. Die lange Afterflosse wird von 48 bis 55 Flossenstrahlen gestützt. Obwohl die Fische völlig transparent sind schillern sie oft bei Lichteinfall in allen Regenbogenfarben. Diese Färbung wird durch Lichtreflektionen an den Sarkomeren, den kleinsten funktionellen Einheiten der Muskeln verursacht. Die Sarkomere funktionieren dabei als Transmissionsgitter. Kryptopterus vitreolus ernährt sich von Zooplankton und anderen kleinen Wirbellosen.

## Gefährdung
Da die Art niemals kommerziell gezüchtet wurde, die Wildfänge für aquaristische Zwecke relativ hoch sind und das Verbreitungsgebiet relativ klein ist, ist die Art möglicherweise gefährdet. 